# La mano della morta
La mano della morta è un film del 1949 diretto da Carlo Campogalliani, tratto dall'omonimo romanzo di Carolina Invernizio.

## Trama
Una villa in fiamme richiama l'attenzione di Marco, uno zingaro che si era accampato lì vicino. Nota un uomo a cavallo che esce dal cancello del parco e, approfittando del cancello aperto, entra nella villa scavalcando una finestra. Trova una bambina che piange e chiama la mamma, mentre sulla ringhiera della scala nota con orrore una mano recisa. Marco porta con sé la bimba, la chiama Satanella e l'alleva. Questa diventa una donna bellissima, bravissima danzatrice, famosa e ricca, ma ricorda la sua storia ed è in cerca di vendetta. Marco, nel frattempo, ha scoperto che l'assassino della madre di Satanella è il Conte Altieri, che ha due figli: un maschio e una femmina già fidanzata. Satanella corteggia l'ufficiale che, innamoratosi di lei, commette gesti folli, come prendere denaro dall'usuraio Schultz. Grazie a questi gesti riuscirà a ricattare il Conte costringendolo a dare la figlia in moglie all'usuraio. Il Conte si ribella e quindi Satanella lo confronta con la riproduzione del delitto che aveva commesso, al che questi fugge e commette suicidio. Quando un complice del Conte colpisce a morte Satanella, questa si pente delle sue azioni e, prima di morire, impedisce il matrimonio della figlia del Conte Altieri con l'usuraio Schultz.

## Produzione
Il film rientra nel filone dei melodrammi sentimentali, comunemente detto strappalacrime, allora molto in voga tra il pubblico italiano (in seguito ribattezzato dalla critica con il termine neorealismo d'appendice).
Fu realizzato presso gli stabilimenti I.C.E.T. di Milano.